# Law Auto Manufacturing Company
Law Auto Manufacturing Company war ein US-amerikanischer Hersteller von Automobilen.

## Unternehmensgeschichte
Frederick A. Law hatte bereits 1902 mit finanzieller Hilfe von Frederich Newton Manross ein Fahrzeug hergestellt. Die Electric Vehicle Company übernahm die Rechte an dem Fahrzeug und beschäftigte Law.
Im Oktober 1904 gründete Law mit Manross das eigene Unternehmen in Bristol in Connecticut. Er begann 1905 mit der Produktion von Automobilen. Der Markenname lautete Law. Außerdem stellte das Unternehmen Fahrzeugteile her. 1907 wurde das Unternehmen aufgelöst. Insgesamt entstanden nur wenige Fahrzeuge.

## Fahrzeuge
Im Angebot stand nur ein Modell. Ein Vierzylindermotor mit 20 PS Leistung trieb die Fahrzeuge an. Die offenen Tourenwagen boten Platz für fünf Personen.